# The Miracle Man
'The Miracle Man' és una pel·lícula muda dirigida per George Loane Tucker i protagonitzada per Lon Chaney, Betty Compson i Thomas Meighan. La pel·lícula, basada en la peça teatral de George M. Cohan i la novel·la homònima de Frank L. Packard, es va estrenar el 14 de setembre de 1919. Es considera una pel·lícula perduda.

## Argument
El “Granota” (The Frog), un home que pot dislocar les seves extremitats, el Drogat (the Dupe) un drogoaddicte, Rose, una dona que es fa passar per l'amant maltractada d'aquest i Tom Burke, el seu líder, conformen una banda que demana diners als visitants de Chinatown. Un dia, Tom llegeix la notícia d'un home sord, mut i gairebé cec que viu en un poble al nord de l'estat, que suposadament guareix malalties gràcies a la fe. Se l'anomena el Patriarca. Tom veu l'oportunitat d'aprofitar la candidesa de la gent per fer negoci i fa passar Rose com la neboda perduda durant molt de temps. La Granota fa veure que ha curat una persona quan un noi tolit camina de nou en veure el Granota caminar amb les cames dislocades. Quan s'escampa la notícia i es produeixen altres cures la colla aconsegueix molts de diners però, a poc a poc, cada membre de la banda, influenciat pel Patriarca i l'ambient del poble, canvia per a millor. El Granota es converteix en fill adoptiu per a vídua, mentre que el “Drogat” s'enamora. Quan Rose gairebé és a punt d'acceptar la proposta de matrimoni d'un milionari, Tom supera la seva gelosia i, renunciant al seu passat, li declara el seu amor. Després que el Patriarca mori, Tom i Rose es casen.

## Repartiment
- Thomas Meighan (Tom Burke)
- Lon Chaney (“la Granota”)
- Betty Compson (Rose)
- Joseph J. Dowling ("El Patriarca")
- J. M. Dumont (“el Drogat”)
- Elinor Fair (Claire King)
- F. A. Turner (Mr. Higgins)
- Lucille Hutton (Ruth Higgins)
- Lawson Butt (Richard King)
- Kisaburo Kurihara (“el Japonès”)
- Tula Belle (no acreditada)
- T. D. Crittenden (no acreditat)
- Ruby Lafayette (no acreditada)
- Frankie Lee (no acreditat)